# ایوان آندریدیس
ایوان آندریدیس (انگلیسی: Ivan Andreadis؛ ۱۹۲۴ – ۱۹۹۲) یک بازیکن تنیس روی میز بود. 
وی در مسابقات کشوری و بین‌المللی در مجموع برنده ۹ مدال طلا، ۱۰ مدال نقره، ۷ مدال برنز شده‌است.